# Bolla Conradie
Pour les articles homonymes, voir Conradie.
Pas d'image ? Cliquez ici

a Compétitions nationales et continentales officielles uniquement.

b Matchs officiels uniquement.
Dernière mise à jour le 27 septembre 2018.
Johannes Haindly Joseph, plus connu sous le nom de Bolla Conradie, né le 24 février 1978 au Cap, est un joueur de rugby à XV sud-africain qui joue avec l'équipe d'Afrique du Sud. Il évolue au poste de demi de mêlée (1,70 m et 71 kg).

## Carrière

### En province et franchise
Il évolue dans le Super 12 (devenu le Super 14) sous les couleurs des Stormers entre 2002 et 2010, une franchise de rugby à XV d'Afrique du Sud basée au Cap, principalement constituée de la province sud-africaine de Currie Cup de la Western Province. Et donc dans le championnat des Provinces, il défend les couleurs de la Western Province.

### En équipe nationale
Il a effectué son premier test match avec les Springboks le 8 juin 2002 à l’occasion d’un match contre l'équipe du Pays de Galles.
Il a gagné le tri-nations en 2004.

## Palmarès

### Avec les Springboks
- 18 sélections
- 13 points (2 essais, 1 drop).
- Sélections par saison : 10 en 2002, 4 en 2004, 1 en 2005 et 3 en 2008.